# Modelo de cuasiespecie
El modelo de cuasiespecie es una descripción del proceso evolutivo darwiniano de ciertas entidades autorreplicadoras dentro del marco de la química física. Una cuasiespecie es un grupo grande o «nube» de genotipos relacionados que existen en un entorno de alta tasa de mutación (en estado estacionario), de cuya descendencia se espera que, en gran parte, contenga una o más mutaciones con respecto a los genotipos del progenitor. Esto contrasta con una especie que, desde una perspectiva evolutiva, consiste en un único genotipo, más o menos estable, cuyos descendientes serán, en su mayoría, copias genéticamente exactas. Este modelo es útil, principalmente, para proporcionar una comprensión cualitativa de los procesos evolutivos de macromoléculas autorreplicadoras como el ARN o el ADN, o de organismos asexuales sencillos como las bacterias o los virus (véase también cuasiespecies virales) y sirve para explicar algo de las fases iniciales del origen de la vida. Las predicciones cuantitativas basadas en este modelo son complicadas porque es imposible obtener los parámetros que sirven de referencia partiendo de los sistemas biológicos actuales. El modelo de cuasiespecie fue propuesto por Manfred Eigen y Peter Schuster a partir del trabajo inicial realizado por Eigen.

## Explicación simplificada
Cuando los biólogos evolutivos describen la competencia entre especies, generalmente asumen que cada especie consiste en un único genotipo cuyos descendientes son, en su mayoría, copias exactas. (Se dice que estos genotipos tienen una alta fidelidad reproductiva). En términos evolutivos, estamos interesados en el comportamiento y la adaptación de esa especie o genotipo a lo largo del tiempo. Sin embargo, algunos organismos o genotipos pueden existir en circunstancias de baja fidelidad donde la mayoría de los descendientes contiene una o más mutaciones. Un grupo de esos genotipos está cambiando constantemente, por lo que el debate acerca de cuál es el genotipo que mejor se adapta no tiene sentido. Es importante destacar que si muchos genotipos estrechamente relacionados están a solo una mutación unos de otros, los genotipos del grupo pueden mutar en ambos sentidos. Por ejemplo, con una mutación por generación un hijo con una secuencia AGGT podría mutar a AGTT y un nieto podría ser AGGT de nuevo. Así, es posible visualizar una «nube» de genotipos relacionados que mutan rápidamente con secuencias que cambian en ambos sentidos entre diferentes puntos de la nube. Si bien la definición adecuada es matemática, esa nube es, básicamente, una cuasiespecie. El comportamiento de las cuasiespecies se presenta en una gran cantidad de individuos existentes en cierto (alto) rango de tasas de mutación.

### Cuasiespecies, adaptación y selección evolutiva
En una especie, aunque la reproducción pueda ser en gran parte precisa, las mutaciones periódicas darán lugar a uno o más genotipos rivales. Si una mutación resulta en una mayor tasa de replicación y supervivencia, el genotipo mutante puede desplazar al genotipo progenitor y llegar a dominar la especie. Así, a los genotipos individuales (especies) se les puede considerar unidades en las que actúa la selección, y los biólogos hablarán frecuentemente de adaptación de un solo genotipo. Sin embargo, en una cuasiespecie las mutaciones están generalizadas, por lo que la adaptación de un genotipo individual se vuelve irrelevante: si una mutación en particular genera un aumento del éxito reproductivo, esto no será significativo, ya que es poco probable que la descendencia de ese genotipo sea una copia exacta, con las mismas propiedades. En lugar de ello, lo que importa es la conectividad de la nube. Por ejemplo, la secuencia AGGT tiene 12 (3+3+3+3) mutaciones posibles de un solo elemento: AGGA, AGGG y demás combinaciones. Si diez de esos mutantes son genotipos viables que pueden reproducirse (y algunos de sus hijos o nietos pueden mutar de vuelta a AGGT), se consideraría que esa secuencia es un nodo con buena conexión en la nube. Si, en lugar de eso, solo son viables dos mutantes y el resto son mutaciones letales, esa secuencia está poco conectada, y la mayoría de sus descendientes no se reproducirá. La analogía de la adaptación en una cuasiespecie es la tendencia de los parientes cercanos en la nube a estar bien conectados, lo cual significa que muchos de los descendientes mutantes serán viables y originarán más descendientes en la nube. Cuando la adaptación de un solo genotipo se vuelve irrelevante debido a la alta tasa de mutaciones, la nube como un todo o cuasiespecie se convierte en la unidad natural de selección.

### Aplicación a la investigación biológica
Las cuasiespecies representan la evolución de los virus con alta tasa de mutación, como el VIH y, a veces, de genes únicos o de moléculas dentro de los genomas de otros organismos.,
,  José Fontanari y Emmanuel David Tannenbaum también han propuesto modelos de cuasiespecies para mostrar la evolución de la reproducción sexual. El modelo de cuasiespecies también se mostró en replicadores composicionales (basados en el modelo GARD para abiogénesis) y también se sugirió su posible aplicación para describir la replicación de la célula, lo que, entre otras cosas, requiere el mantenimiento y la evolución de la composición interna del progenitor y de la progenie.

## Antecedentes formales
El modelo se sustenta sobre cuatro supuestos:
1. Las entidades autorreplicadoras pueden ser representadas como secuencias compuestas por un pequeño número de componentes, por ejemplo, secuencias de ARN consistentes en las cuatro bases: adenina, guanina, citosina y uracilo.
2. Las secuencias nuevas se incorporan al sistema únicamente como resultado de un proceso de copia, ya sea correcto o erróneo, de otras secuencias ya existentes.
3. Los sustratos o materias primas necesarios para la replicación en curso siempre están presentes en cantidades suficientes. Las secuencias sobrantes son arrastradas por un flujo de salida.
4. Las secuencias pueden descomponerse en sus componentes. La probabilidad de descomposición no depende de la edad de las secuencias. Las secuencias viejas son tan susceptibles de descomponerse como las secuencias jóvenes.

En el modelo de cuasiespecies, las mutaciones se producen por errores cometidos en el proceso de copia de secuencias ya existentes. Además, la selección surge debido a que varios tipos de secuencias tienden a replicarse a ritmos diferentes, lo cual conduce a la supresión de secuencias que se replican más lentamente en favor de las que se replican más rápidamente. Sin embargo, el modelo de cuasiespecies no predice la extinción definitiva de todas las secuencias replicativas, sino de la más rápida. Aunque las secuencias que se replican de manera más lenta no pueden mantener su nivel de abundancia por sí mismas, estas se reponen constantemente, ya que las secuencias que se replican más rápido mutan en ellas. En equilibrio, la eliminación de secuencias de replicación lenta debida a la descomposición o al flujo de salida se equilibra mediante la reposición. Por ello, incluso las secuencias de replicación relativamente lentas pueden permanecer presentes en cantidad limitada. Debido a la continua producción de secuencias mutantes, la selección no actúa sobre secuencias únicas, sino en «nubes» mutacionales de secuencias relacionadas denominadas cuasiespecies. En otras palabras, el éxito evolutivo de una secuencia determinada depende no solo de su propia tasa de replicación, sino también de la tasa de replicación de las secuencias mutantes que produce y de las tasas de replicación de las secuencias de las que es una mutación. Como consecuencia, la secuencia que se replica más rápidamente puede incluso desaparecer por completo en un equilibrio de selección-mutación en favor de secuencias replicativas más lentas que forman parte de una cuasiespecie con un mayor índice de crecimiento medio. Según predicciones del modelo de cuasiespecies, se han observado nubes mutacionales en virus ARN y en replicaciones in vitro de ARN.,  La tasa de mutación y la adaptación general de las secuencias moleculares y sus adyacentes es crucial para la formación de una cuasiespecie. Si la tasa de mutación es cero, no hay intercambio por mutación, y cada secuencia es su propia especie. Si la tasa de mutación es demasiado alta, más allá de lo que se conoce como umbral de error, la cuasiespecie se descompondrá y se dispersará por toda la gama de secuencias disponibles.

## Descripción matemática
Un modelo matemático sencillo para una cuasiespecie es el siguiente: sea
{\displaystyle w_{ij}=A_{j}q_{ij}},
donde {\displaystyle \sum _{i}q_{ij}=1}.
Entonces el número total de organismos tipo i después de la primera ronda de reproduccción, dado como {\displaystyle n'_{i}}, es
{\displaystyle n'_{i}=\sum _{j}w_{ij}n_{j}}
Algunas veces se incluye un término de tasa de mortalidad {\displaystyle D_{i}} de modo que:
{\displaystyle w_{ij}=A_{j}q_{ij}-D_{i}\delta _{ij}}
donde {\displaystyle \delta _{ij}} es igual a 1 cuando i=j y de otro modo sería cero. Nótese que la enésima generación se puede encontrar tomando la enésima potencia de W substituyéndola en lugar de W de la fórmula anterior.
Esto es un sistema de ecuaciones lineales. La solución usual de este sistema consiste en, primero, diagonalizar la matriz W. Sus entradas diagonales serán valores propios correspondientes a ciertas combinaciones lineales de determinados subconjuntos de secuencias que serán vectores propios de la matriz W. Estos subconjuntos de secuencias son las cuasispecies.  Suponiendo que la matriz W sea una matriz primitiva (irreductible y aperiódica), después de muchas generaciones solamente el vector propio del valor propio más grande prevalecerá, y es esta cuasiespecie la que posteriormente dominará. Los componentes de este vector propio dan la abundancia relativa de cada secuencia en equilibrio.

### Nota acerca de matrices primitivas
Que la matriz W sea primitiva significa que para un número entero {\displaystyle n>0}, que la enésima potencia de W sea > 0, es decir, todas las entradas son positivas. Si W es primitivo, cada tipo puede, mediante una secuencia de mutaciones, (por ejemplo potencias de W) mutar en cualquiera de los otros tipos después de algunas generaciones. W no es primitiva si es periódica, en cuyo caso la población  puede funcionar en ciclos perpetuos mediante diferentes conjuntos disjuntos de componentes, o, si es reductible, donde la especie dominante (o cuasiespecie) que se desarrolla puede depender de la población inicial, como es el caso simple que se muestra a continuación. [cita requerida]

### Formulaciones alternativas
Las fórmulas de cuasiespecies se pueden expresar como un conjunto de ecuaciones diferenciales lineales. Si se considera que la diferencia entre el nuevo estado {\displaystyle n'_{i}} y el antiguo estado {\displaystyle n_{i}} sea el cambio de estado en determinado momento, se puede establecer que la derivada del tiempo de {\displaystyle n_{i}} se da por esta diferencia:   {\displaystyle {\dot {n}}_{i}=n'_{i}-n_{i}}, y se puede escribir:
{\displaystyle {\dot {n}}_{i}=\sum _{j}w_{ij}n_{j}-n_{i}}
Comúnmente, las ecuaciones de cuasiespecies se expresan en términos de concentraciones {\displaystyle x_{i}}, donde
{\displaystyle x_{i}\ {\stackrel {\mathrm {def} }{=}}\ {\frac {n_{i}}{\sum _{j}n_{j}}}}.
{\displaystyle x'_{i}\ {\stackrel {\mathrm {def} }{=}}\ {\frac {n'_{i}}{\sum _{j}n'_{j}}}}.
Entonces, estas ecuaciones para las cuasiespecies devienen en la versión discreta siguiente:
{\displaystyle x'_{i}={\frac {\sum _{j}w_{ij}x_{j}}{\sum _{ij}w_{ij}x_{j}}}}
o, para la versión continua:
{\displaystyle {\dot {x}}_{i}=\sum _{j}w_{ij}x_{j}-x_{i}\sum _{ij}w_{ij}x_{j}.}

### Ejemplo simple
El concepto de cuasiespecie se puede ilustrar mediante un sistema simple que consta de cuatro secuencias: [0,0], [0,1], [1,0], [1,1], numeradas 1, 2, 3, 4, respectivamente. Supóngase que la secuencia [0,0] nunca muta y siempre produce un solo descendiente, y que las otras tres secuencias generan, en promedio, {\displaystyle 1-k} réplicas de sí mismas, y {\displaystyle k} de cada una de otros dos tipos, donde {\displaystyle 0\leq k\leq 1}. Entonces la matriz  W es:
{\displaystyle \mathbf {W} ={\begin{bmatrix}1&0&0&0\\0&1-k&k&k\\0&k&1-k&k\\0&k&k&1-k\end{bmatrix}}}.
La matriz diagonalizada es:
{\displaystyle \mathbf {W'} ={\begin{bmatrix}1-2k&0&0&0\\0&1-2k&0&0\\0&0&1&0\\0&0&0&1+k\end{bmatrix}}}.
Y los vectores propios correspondientes a estas valores propios son:
| Valor propio | Vector propio |
| ------------ | ------------- |
| 1-2k         | [0,-1,0,1]    |
| 1-2k         | [0,-1,1,0]    |
| 1            | [1,0,0,0]     |
| 1+k          | [0,1,1,1]     |
Solamente el valor propio {\displaystyle 1+k} es mayor que la unidad. Para la enésima generación, el valor propio correspondiente será {\displaystyle (1+k)^{n}}, y así se incrementará sin límite en el transcurso del tiempo. Este valor propio corresponde al vector propio [0,1,1,1], el cual representa las cuasiespecies de las secuencias 2, 3 y 4, que estarán presentes en cantidades iguales después de tiempo muy prolongado. Dado que todos los números de la población deben ser positivos, las cuasiespecies uno y dos no son legítimas. La cuasiespecie tercera contiene solamente la secuencia no mutante 1. Aunque la secuencia 1 es el mejor ajuste en el sentido que se reproduce más que cualquiera otra secuencia, las cuasiespecies que contienen las otras tres secuencias finalmente dominarán (suponiendo que la población inicial no era homogénea de la secuencia tipo 1).[cita requerida]

## Lectura adicional
- Eigen M.; McCaskill J.; Schuster P. (1989). «The Molecular Quasi-species». Advances in Chemical Physics 75. pp. 149-263. ISBN 9780470141243. doi:10.1002/9780470141243.ch4.
- Nowak MA. What is a quasispecies? Trends in Ecology & Evolution, volume 7, número 4, páginas 118–21. Abril de 1992.

- Esta obra contiene una traducción  derivada de «Quasispecies model» de Wikipedia en inglés, publicada por sus editores bajo la Licencia de documentación libre de GNU y la Licencia Creative Commons Atribución-CompartirIgual 4.0 Internacional.

- Datos: Q456225